# Belz (chassidische gemeenschap)

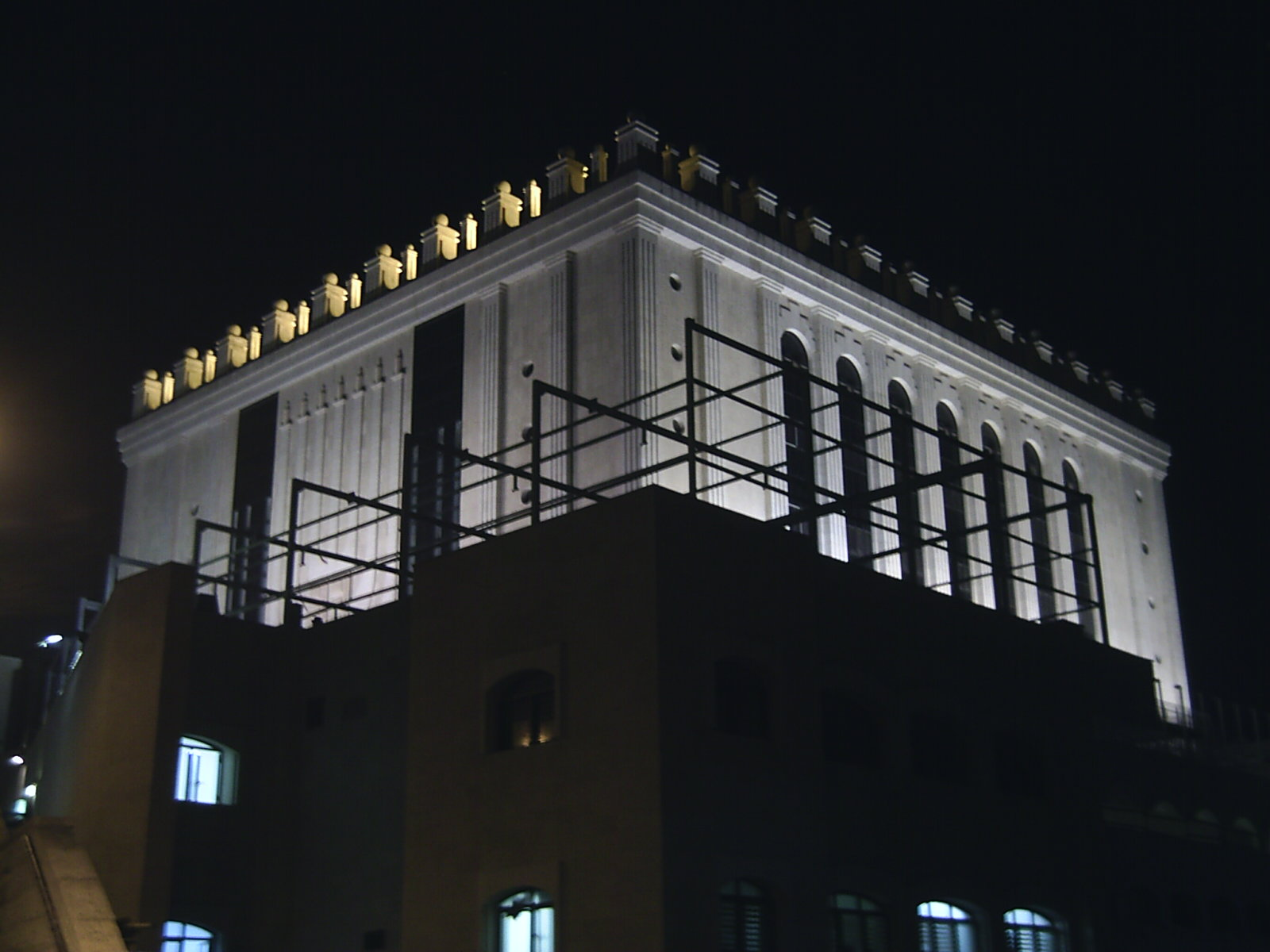
De grote Belzer synagoge is mogelijk de grootste synagoge ter wereld

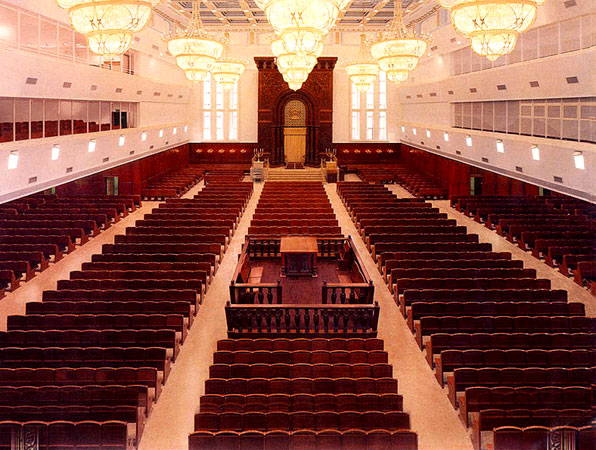
Interieur van de grote Belzer synagoge

Belz (Jiddisch en Hebreeuws: בעלזא) is een uit Oekraïne afkomstige chassidische beweging die voornamelijk in Jeruzalem is gevestigd.

## Belzer hoofdkantoor

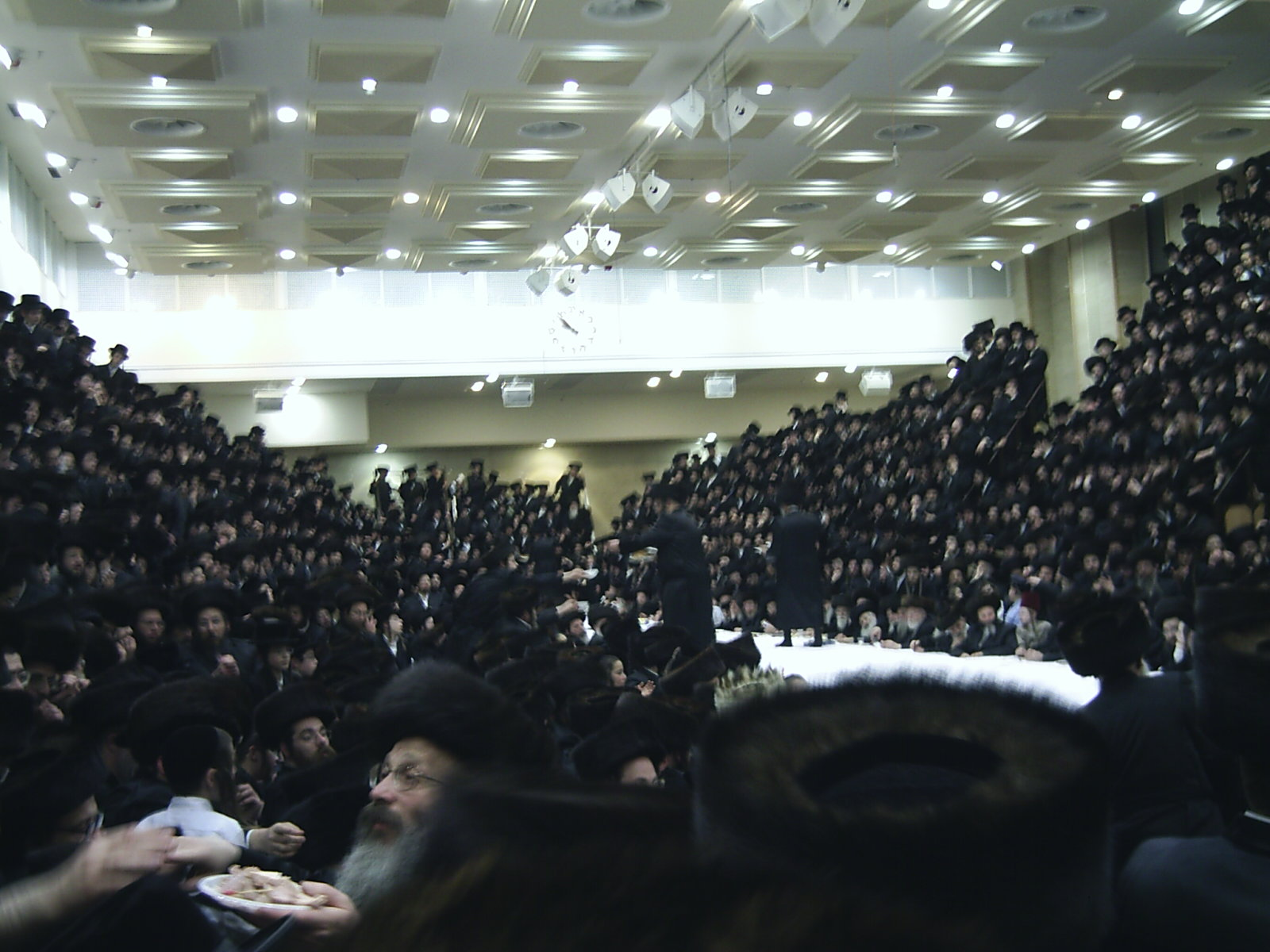
Tish van de Belzer Rebbe tijdens Purim

Het Belzer hoofdkantoor in Kiryas Belz, een voornamelijk door Belzer chassidim bewoonde wijk in Jeruzalem, is een groot bouwwerk. In de synagoge kunnen duizenden joden tegelijk bidden. De heilige ark bevat meer dan honderd thorarollen, en negen reusachtige kandelaars bestaande uit 200.000 stukken kristal verlichten de ruimte.

## Zionisme
Belz is niet zionistisch, maar ook niet fel antizionistisch. De Belzer Rebbe laat zijn volgelingen deelnemen aan verkiezingen om afgevaardigden in de Knesset, het Israëlische parlement, te kiezen. De positieve houding die de Belzer Rebbe tegenover de Israëlische staat inneemt leidde er toe dat Belz uit de Edah HaChareidis is gestapt. Belz heeft nu onder andere een eigen kasjroet-certificatie.

### Verkiezingen 2006
In de Knesset steunt Belz het Verenigd Torah Jodendom (VTJ). Die partij had in 2006 zes zetels, waarvan de zesde zetel van rabbijn Yaakov Cohen. Volgens afspraak nam Cohen halverwege zijn termijn ontslag en droeg de zesde VTJ-zetel over aan de Belzer rabbijn Yisroel Eichler.

## Belzer Rebbes
- Groot Rabbijn Shalom Rokeach (1779-1855)
- Groot Rabbijn Yehoshuah Rokeach (1825-1894)
- Groot Rabbijn Yissachar Dov Rokeach (I) (1854-1926)
- Groot Rabbijn Aharon Rokeach (1877-1957)
- Groot Rabbijn Yissachar Dov Rokeach (II), (1948-heden)

## Vestigingen
Buiten Jeruzalem wonen er Belzer chassidim in New York, Antwerpen en Londen.

## Kenmerken
Belzer chassidim dragen op shabbos zwarte sokken. Ze dragen altijd een gartel, ook buiten shul.